# Плотавцево
Плотавцево — деревня в Петушинском районе Владимирской области России, входит в состав Нагорного сельского поселения.

## География
Деревня расположена в 21 км на северо-запад от города Покров и в 42 км на северо-запад от райцентра города Петушки.

## История
В конце XIX — начале XX века деревня входила в состав Аргуновской волости Покровского уезда, с 1926 года — в составе Овчининской волости Александровского уезда. Основное занятие населения: земледелие и плотничество. 
С 1929 года деревня входила в состав Родионовского сельсовета Киржачского района, с 1940 года — в составе Лачужского сельсовета, с 1945 года — в составе Покровского района, с 1960 года — в составе Петушинского района, с 1966 года — в составе Санинского сельсовета, с 2005 года — в составе Нагорного сельского поселения.

## Население
В 1857 году — в деревне 28 дворов, жителей мужского пола 112, женского 153.

В 1859 году — 37 дворов.

В 1905 году — 57 дворов.

В 1926 году — 57 дворов.
| 1859 | 1905 | 1926 | 2002 | 2010 | 2021 |
| ---- | ---- | ---- | ---- | ---- | ---- |
| 245  | ↗318 | ↘257 | ↘5   | ↘1   | ↗3   |